# Rhithrogena ferruginea
Rhithrogena ferruginea is een haft uit de familie Heptageniidae. De wetenschappelijke naam van de soort is voor het eerst geldig gepubliceerd in 1905 door Navás.
De soort komt voor in het Palearctisch gebied.